# Hu Chung-shien
Hu Chung-shien (chinesisch 胡崇賢; * 25. Dezember 1975, auch Hu Chung-hsien oder Hu Chung-shyan transkribiert) ist ein taiwanischer Badmintonspieler. 

## Karriere
Hu Chung-shien nahm 2005, 2006 und 2009 an den Badminton-Weltmeisterschaften teil. 2007 gewann er Bronze bei der Asienmeisterschaft im Herrendoppel mit Tsai Chia-hsin. Bei den Ostasienspielen 2009 siegte er mit ihm in der gleichen Disziplin.

## Sportliche Erfolge
| Saison | Veranstaltung      | Disziplin    | Platz | Name                            |
| ------ | ------------------ | ------------ | ----- | ------------------------------- |
| 2005   | Weltmeisterschaft  | Mixed        | 17    | Hu Chung-shien / Chien Yu-chin  |
| 2007   | Asienmeisterschaft | Herrendoppel | 3     | Tsai Chia-hsin / Hu Chung-shien |
| 2009   | Ostasienspiele     | Herrendoppel | 1     | Hu Chung-shien / Tsai Chia-hsin |